# Fernando Zalamea
Fernando Zalamea Traba (Bogotá, 28 de febrero de 1959) es un matemático, ensayista, crítico, filósofo y divulgador colombiano, conocido por sus aportes a la filosofía de la matemáticas, siendo el creador de la filosofía sintética de las matemáticas. Es autor de una veintena de libros y es uno de los mayores especialistas mundiales en la obra matemática y filosófica de Alexander Grothendieck, así como en la obra lógica de Charles S. Peirce.
Actualmente es profesor titular del Departamento de Matemáticas de la Universidad Nacional de Colombia, donde ha creado una escuela matemática principalmente gracias su seminario continuo de epistemología, historia y filosofía de las matemáticas que realizó a lo largo de once años en esta universidad y su labor de la enseñanza creativa, crítica y constructiva de las matemáticas. Ha dirigido alrededor de 50 proyectos de tesis desde pregrado, máster y doctorado en las áreas de matemáticas, filosofía, lógica, categorías, semiótica, medicina, cultura, entre otras. Es miembro honorario de la Academia Colombiana de Ciencias Exactas Físicas y Naturales a partir del 2018. En 2016 fue reconocido como una de las 100 mentes globales contemporáneas interdisciplinares más sobresalientes por 100 Global Minds, the most daring cross - disciplinary thinkers in the world, siendo el único latinoamericano que incluido en este reconocimiento.

## Obra publicada
- Ariel y Arisbe: evolución y evaluación del concepto de América Latina en el siglo XX, una visión crítica desde la lógica contemporánea y la arquitectónica pragmática de Charles Sanders Peirce, 2000
- El continuo peirceano: aspectos globales y locales de genericidad, reflexividad y modalidad: una visión del continuo y la arquitectónica pragmática peirceana desde la lógica matemática del siglo XX, 2001
- Nueve ensayos de casos latinoamericanos en el cruce lógica-literatura-arte, 2001
- Ariadna y Penélope. Redes y mixturas en el mundo contemporáneo, 2004
- Por una re-visión de la mirada creativa: imágenes, saber y continuidad en Warburg, Florenski, Auerbach, Merleau-Ponty, 2008
- América: una trama integral: transversalidad, bordes y abismos en la cultura americana, siglos XIX y XX, 2009
- Filosofía sintética de las matemáticas contemporáneas, 2009
- Los gráficos existenciales peirceanos: sistemas de lógicas diagramáticas del continuo: horosis, tránsitos, reflejos, fondos, 2010
- Razón de la frontera y fronteras de la razón: pensamiento de los límites en Peirce, Florenski, Marey y limitantes de la expresión en Lispector, Vieira da Silva, Tarkovski, 2010
- Antinomias de la creación: las fuentes contradictorias de la invención en Valéry, Warburg, Florenski, 2013
- Pasajes de Proteo. Residuos, límites y paisajes en el ensayo, la narrativa y el arte latinoamericanos, 2013
- Grothendieck: Una guía a la obra matemática y filosófica, 2019
- Modelos en haces para el pensamiento matemático, 2021

En coautoría
- Peirce y el mundo hispánico : lo que C. S. Peirce dijo sobre España y lo que el mundo hispánico ha dicho sobre Peirce, 2006 (con Jaime Nubiola)

## Premios y distinciones
- Premio Hispanoamericano de Ensayo Lya Kostakowsky, México, por Nueve ensayos de casos latinoamericanos en el cruce lógica-literatura-arte, 2001
- Premio Internacional de Ensayo Jovellanos, España, por Ariadna y Penélope. Redes y mixturas en el mundo contemporáneo, 2004
- Premio de	Ensayo	Colegio de Sinaloa, Unam y Siglo XXI, México, por Pasajes de Proteo. Residuos, límites y paisajes en el ensayo, la narrativa y el arte latinoamericanos, 2012